# 西井香春
西井 香春（にしい こうしゅん、1944年5月16日 - ）は、日本の料理研究家、竹之御所流精進料理継承者。西井 郁（にしい あや）名義で、フランス料理研究家としても活動する。

## 来歴
中国・内モンゴル自治区生まれ。神奈川県横浜市で育つ。
14歳で母を亡くし、16歳のときに従姉妹で女優の岸恵子を頼って単身渡仏。彼女と当時の配偶者である映画監督イヴ・シャンピの自宅で過ごす。
大勢の来客がある岸夫妻の自宅には、フランス人シェフが複数常駐しており、フランス料理の最高峰とされるフランス家庭料理の基礎をそこで習得。
その後は、より体系的な料理・製菓の知識を身につけるべく、1895年創立の名門料理学校『ル・コルドン・ブルー』や、世界的パティシエ、ガストン・ルノートル氏が設立した『エコール・ル・ノートル』に進み、両校をともに首席で卒業した。
1983年、40歳を前にして帰国。まだ「西洋料理」という呼び名が主流だった当時の日本では珍しい「フランス家庭料理」の専門家としての活動を開始。
「西井郁」名義で、料理番組『きょうの料理」にレギュラー出演したほか、日本における食用ハーブの認知度向上にも大きく貢献。レシピ本はもとより、世界各国を巡って各国のハーブを紹介するエッセイ連載も好評を博す。
また、各種メディアでの活動と並行して、東京・六本木を拠点としたフランス料理教室『ポ・ト・フー』や、フランスの食文化研究も兼ねたサロン形式のワイン会なども主宰。その活動には、資生堂、KIRIN、カネボウといった大手メーカーも多数スポンサーとして名を連ねた。
1993年、50歳を迎えるのを機に、長い海外生活のなかで機会を逸した「文化としての日本料理」を学びたいと、一念発起で精進料理に転向。日本で唯一、竹之御所流精進料理を継承する東京・武蔵野市の尼寺・三光院で知遇を得て、二代目住職兼料理長である星野香栄禅尼の弟子となる。
同年、三光院の出自でもある京都・嵯峨野の尼門跡寺院・曇華院に、香栄禅尼とともに上院。同氏より実質的な後継指名を受け、以後は、「香」の字を引き継いだ僧名「香春」を名乗っている。
現在は、『NHK学園』のオープンスクールで精進料理講師を長く務めるほか、文化事業の一環として『三光院サロン』も創設。数多の著名人を招いて講演会やワークショップ、音楽会を定期的に開くなど、三光院で行われる事業の総責任者として精力的に活動中。

## 竹之御所流精進料理
皇族や公家出身の姫宮が代々住職を務め、「竹之御所」の御所号も持つ京都・嵯峨野の「曇華院」で、660年以上前の室町時代から受け継がれてきた精進料理の流派の一つ。皇女のための尼寺料理として独自に発展してきた背景から、五感すべてに訴えかける気品と華やかさを併せもつ。また、一般的な精進料理とは異なり、料理そのものに出汁は使わず、いわゆる「もどき料理」も存在しない。「料理はできたてが一番美味しい」との価値観から、調理しながら一皿ずつ提供されるのも大きな特徴となっている。

## 出演番組
- 『きょうの料理』（NHK）

## 雑誌連載
- 『オレンジページ』（オレンジページ）
- 『LEE_(雑誌)』（集英社）
- 『家庭画報』（世界文化社）
- 『装苑』（文化出版局）
- 『きょうの料理』（NHK出版）表紙料理も年間担当

## 著書
- 『ハーブの家庭料理 美味しい使い方ア・ラ・カルト』(1987年、じゃこめてぃ出版）ISBN 978-4880432748
- 『きょうの料理シリーズ 西井郁の家庭でつくる軽やかフランス料理』（1994年、NHK出版）ISBN 978-4141875109
- 『西井郁のハーブ料理 お気に入りのレシピ』(1995年、雄鶏社）ISBN 978-4277630047
- 『はじめてのおそうざい精進 尼寺「三光院」の料理長が教える』（2019年、世界文化社）ISBN 978-4418193097
- 『竹之御所流 尼寺 三光院の毎日やさい精進料理』（2019年、主婦の友社）ISBN 978-4074380381
- 『尼寺のやさい料理 素材を生かす精進のこころ』（2020年、家の光協会）ISBN 978-4259566616